# 提睾反射
提睾反射（Cremasteric reflex）是指轻轻抚摸男性大腿内侧上方皮肤，可以引起同侧提睾肌（cremasteric muscle）收缩使睾丸上提的反射。
提睾反射产生的机制是：当抚摸大腿内侧，由L1和L2脊神经纤维组成的生殖股神经（genitofemoral nerve）以及髂腹股沟神经（ilioinguinal nerve）的感觉神经纤维受到刺激，刺激信号到达脊髓并激活生殖股神经生殖支运动纤维，使提睾肌收缩，睾丸上提。
提睾反射检查是常用的神经系统检查。它在男孩中可能会被夸大，有时候会被误诊为睾丸未降（隐睾症）。而老年人提睾反射可能会减弱或消失。
提睾反射消失可能和睾丸扭转、精索静脉曲张、睾丸炎或睾丸肿瘤等睾丸疾病、上下运动神经元失调以及脊髓L1-L2段损伤有关，也有可能是由于腹股沟疝修补术中误伤腹股沟神经引起。